# MTV Chi
MTV Chi foi um canal da MTV Networks lançado em 6 de dezembro de 2005. A rede possuía de vários estilos de música como Mando pop, Canto pop e hip hop americano e chinês. Era transmitido em Inglês e apresentava programas locais com o melhor da programação da MTV Internacional. O objetivo da MTV Chi era de mostrar ao mundo que a cultura pop americana e asiática tem tudo a ver, com vídeos musicais de Taiwan, Hong Kong e China, bem como a programação original apresentando artistas dos Estados Unidos e ao redor do mundo. Em 15 de fevereiro de 2007 MTV Networks anunciou que a MTV Chi seria encerrada. O canal encerrou as transmissões em 30 de abril de 2007.